# Joseph Barbera
Joseph Roland Barbera, detto Joe (New York, 24 marzo 1911 – Los Angeles, 18 dicembre 2006), è stato un produttore televisivo, produttore cinematografico e regista statunitense.
Assieme a William Hanna ha formato un sodalizio artistico molto prolifico nel campo dei fumetti e dei cartoni animati e fondando la casa di produzione Hanna-Barbera.

## Biografia
Barbera nacque a Little Italy, nel Lower East Side di Manhattan (New York), il 24 marzo 1911, figlio di immigrati italiani: Vincenzo Barbera (1885-1977), ricco proprietario di tre saloni di barbieri, che dilapidava le fortune di famiglia giocando d'azzardo, e Francesca Calvacca (1892-1974), originari rispettivamente di Castelvetrano e di Sciacca. La sua famiglia si trasferì a Flatbush, Brooklyn, New York quando aveva quattro mesi. I genitori di Barbera si sono sposati il 23 novembre 1908 e successivamente divorziarono nel 1926. Joseph aveva due fratelli, Larry (1909-1982) e Ted (1919-1994), entrambi i quali prestarono servizio nella seconda guerra mondiale. Il rapporto con il padre era invece problematico: quando Joseph aveva 15 anni, il padre entrò furibondo nella sua stanza e strappò il libro d'avventura che stava leggendo di nascosto, un episodio che Joseph non gli ha mai perdonato. Poco tempo dopo il padre abbandonò la famiglia, avendo sperperato le fortune di famiglia al gioco d'azzardo. In seguito a questa assenza, fu lo zio materno Jim a diventare per lui una figura paterna.
(Joseph Barbera, My life in 'toons.)
Barbera ha mostrato talento per il disegno già in prima elementare. Si diplomò alla Erasmus Hall High School di Brooklyn nel 1928.
Mentre era al liceo, Barbera vinse diversi titoli di boxe. È stato brevemente gestito dal manager del campione del mondo di boxe leggero Al Singer, ma presto ha perso interesse per la boxe. Nel 1935, Barbera sposò la sua fidanzata del liceo, Dorothy Earl. A scuola erano conosciuti come "Romeo e Giulietta". Barbera e sua moglie si separarono brevemente quando andò in California. Si sono riuniti ma erano sull'orlo di un'altra separazione quando hanno scoperto che Dorothy era incinta del loro primo figlio. Hanno avuto quattro figli: due maschi (Neal e un neonato che è morto due giorni dopo la sua nascita) e due figlie (Lynn e Jayne, che è stata una produttrice a pieno titolo). Il matrimonio terminò ufficialmente nel 1963. Poco dopo il divorzio, Barbera incontrò la sua seconda moglie, Sheila Holden, sorella del cantante rock and roll britannico Vince Taylor al ristorante Musso & Frank, dove ha lavorato come contabile e cassiere. A differenza di Dorothy, che aveva preferito restare a casa con i bambini, Sheila amava la scena mondana di Hollywood che Barbera frequentava spesso.
Durante il liceo, Barbera ha lavorato come fattorino di un sarto. Nel 1929 si interessò all'animazione dopo aver visto una proiezione di The Skeleton Dance di Walt Disney. Durante la Grande depressione, ha tentato senza successo di diventare un fumettista per una rivista chiamata The NY Hits Magazine. Si è mantenuto con un lavoro in banca e ha continuato a perseguire la pubblicazione dei suoi cartoni animati. I suoi disegni di riviste di singoli cartoni animati, non di fumetti, iniziarono a essere pubblicati su Redbook, The Saturday Evening Post e Collier, la rivista con cui ebbe il maggior successo.
Barbera ha frequentato corsi d'arte presso l'Art Students League di New York e il Pratt Institute ed è stato assunto per lavorare nel dipartimento di inchiostri e vernici dei Fleischer Studios. Nel 1932 entra a far parte dei Van Beuren Studios come animatore e artista di storyboard. Lavorò su serie animate come Cubby Bear e Rainbow Parades, e su una precedente serie Tom and Jerry. Questa serie Tom and Jerry aveva come protagonisti due esseri umani ed era slegata dalla successiva serie del gatto e del topo creata da Barbera, anche se entrambi questi cartoni adottarono il nome creato nel libro del 1821 intitolato Life in London, scritto da Pierce Egan. Quando lo studio Van Beuren chiuse nel 1936, Barbera si trasferì allo studio Terrytoons di Paul Terry. Nel 1935, Barbera creò il suo primo storyboard individuale su un personaggio chiamato Kiko il Canguro. La trama riguardava una gara aerea di Kiko contro un altro personaggio chiamato Dirty Dog. Terry rifiutò di produrre la storia. Nella sua autobiografia, Barbera scrisse dei suoi sforzi:
(Joseph Barbera, My life in 'toons)
Nel 1937 approda alla casa cinematografica Metro Goldwyn Mayer. Lo storyboard originale, tramandato alla famiglia Barbera, è stato messo in vendita all'asta nel novembre 2013.

### La carriera alla MGM
Nel 1938 avvenne l'incontro con il giovane William Hanna, quando questi entra a far parte del settore fumetti della MGM, dove Barbera già lavorava come soggettista e animatore. Grazie al coordinatore del settore, Fred Quimby, i due cominciano a lavorare assieme. Per quasi un ventennio realizzano e coordinano il lavoro di uno staff che produrrà più di 200 cortometraggi della serie Tom & Jerry. Barbera scriveva le storie, disegnava gli schizzi e inventava le gag, mentre Hanna si occupava della regia. Nel 1955 i due sostituirono Fred Quimby come responsabili dell'équipe di animazione e firmarono i successivi cartoons come direttori, rimanendo alla MGM sino al 1957, anno in cui il settore cartoons fu chiuso. E così i due artisti decisero di fondare una loro casa di produzione.

### Joseph Barbera e Walt Disney
Barbera scrisse a Walt Disney allegando un disegno che fece di Topolino. Lo stesso Disney gli rispose, ringraziandolo per lo sketch e lo informò che sarebbe venuto a New York e che lo avrebbe chiamato.
(Joseph Barbera, My life in 'toons)

### La Hanna-Barbera Productions Inc.
Nel 1957, assieme a William Hanna, fonda l'omonima casa di produzione, Hanna-Barbera, con uno studio a Hollywood presso 3400 Cahuenge Boulevard. Lo studio si ingrandì progressivamente sino a raggiungere un predominio incontrastato, in particolare nelle realizzazioni televisive seriali. Lo studio contava allora 800 dipendenti fissi e aveva raggiunto un traguardo di oltre 4.500 contratti per il merchandising dei propri personaggi.
Le produzioni, in particolare negli anni ottanta, sono contraddistinte da una serie di tecniche per realizzare a costi contenuti i cartoni animati delle serie televisive. La tecnica considera un disegno bidimensionale molto semplice, sia per i personaggi sia per i fondali; nessun uso del tridimensionale, della prospettiva o inquadrature particolari (carrellate), nessun ricorso a ombre e sfumature ma uso di colori uniformi. I movimenti dei personaggi sono ricorrenti, nelle azioni i fondali spesso si susseguono ciclicamente e le uniche parti in movimento sono limitate alle gambe e alla testa, i movimenti dei visi sono limitati alla sola bocca. Nonostante il successo commerciale, la Hanna-Barbera venne ceduta e assorbita a causa dei crescenti costi di produzione, assieme alla consociata Ruby-Spears, dal gruppo Taft Entertainment.

### L'incontro con Michael Jackson
Nel 1984, quando Michael Jackson stava mietendo il successo di Thriller, Joe rese omaggio a Michael disegnando il Re del Pop con la sua animazione più famosa, il disegno di Scooby-Doo e la dedica riferita alla canzone Wanna Be Startin' Somethin':
Joe Barbera.»
Nelle ultime pagine della sua autobiografia, Joseph Barbera racconta che nel 1992 incontrò il Peter Pan thriller d'America (la controversa popstar Michael Jackson) nel tentativo fallito di una collaborazione di farlo cantare in Tom & Jerry - Il film. Durante l'incontro, nell'appartamento di Jackson, a Wilshire Boulevard, il papà di Braccobaldo (Barbera) fece cinque veloci schizzi di Tom e Jerry per Jackson, autografandoli. Jackson, a sua volta, ha regalato a Barbera una foto di se stesso e di sua nipote Nicole con il seguente autografo:

### Morte
È deceduto a Los Angeles il 18 dicembre 2006 all'età di 95 anni per cause naturali, concludendo una carriera durata 70 anni; venne sepolto nel Forest Lawn Memorial Park di Glendale, California.
Il suo ultimo cartone animato è stato L'arte del karate, del 2005. Le ultime serie da lui prodotte sono state Le nuove avventure di Scooby-Doo, Shaggy e Scooby-Doo (prima stagione) e Tom & Jerry Tales (prima stagione) mentre i suoi ultimi lungometraggi furono Tom & Jerry e la favola dello schiaccianoci e Stai fresco, Scooby-Doo!, prodotti nel 2006 e distribuiti nel 2007.

## Il rapporto con William Hanna

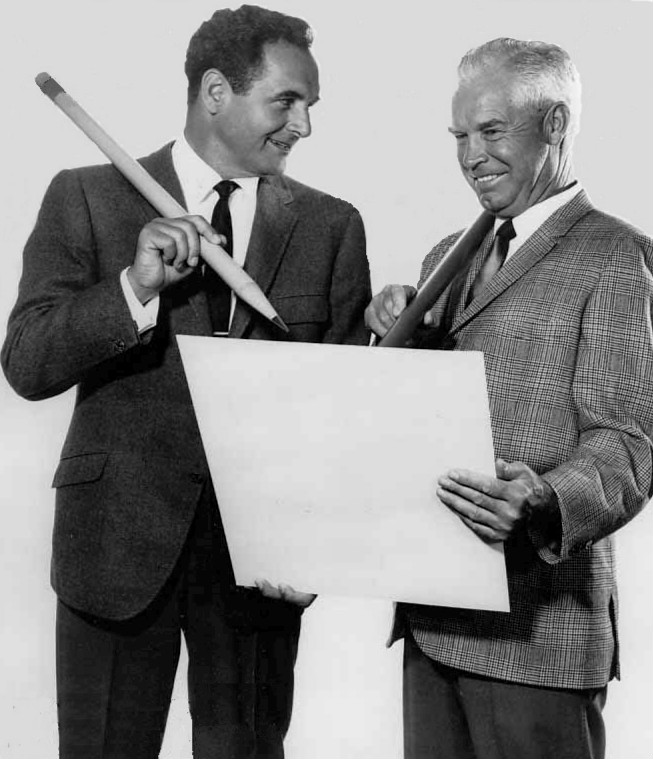
Joseph Barbera e William Hanna (a destra) da uno speciale televisivo per l'anteprima del loro nuovo programma televisivo Super Segretissimo e la formica atomica.

La maggior parte dei cartoni animati creati da Hanna e Barbera ruotava attorno a una stretta amicizia o collaborazione; questo tema è evidente con l'Orso Yoghi e Bubu, Fred Flintstone e Barney Rubble, Ruff e Reddy, la famiglia Jetsons e gli amici di Scooby-Doo. Questi potrebbero essere stati un riflesso della stretta amicizia e collaborazione commerciale che Hanna e Barbera hanno condiviso per quasi 60 anni. Professionalmente, bilanciavano molto bene i reciproci punti di forza e di debolezza, ma Hanna e Barbera viaggiavano in circoli sociali completamente diversi. Gli amici personali di Hanna includevano principalmente altri animatori; Barbera tendeva a socializzare con le celebrità di Hollywood, infatti Zsa Zsa Gábor era un assidua frequentatrice di casa sua. La loro divisione dei ruoli lavorativi si completava a vicenda, ma raramente parlavano al di fuori del lavoro poiché Hanna era interessato all'aria aperta (rimase attivo con lo scautismo), mentre Barbera amava le spiagge, il buon cibo e le bevande. Tuttavia, nella loro lunga collaborazione, in cui hanno lavorato con oltre duemila personaggi animati, Hanna e Barbera raramente hanno avuto discussioni. In un'intervista Barbera affermò:
(Joseph Barbera)
 Hanna una volta dichiarò:
(William Hanna)
Riguardo alla loro stretta amicizia, il veterano scrittore Tony Benedict della Hanna-Barbera in un'intervista del 2016 sostenne:
(Tony Benedict)
Hanna e Barbera sono stati tra gli animatori di maggior successo sullo schermo cinematografico e si sono adattati con successo al cambiamento che la televisione ha portato all'industria. Sono spesso considerati gli unici rivali di Walt Disney come fumettisti. Il critico dell'animazione Leonard Maltin dichiarò:
(Leonard Maltin)

## Filmografia

### I cartoni animati
- Per la MGM
  - Tom & Jerry - 1940
- Per la Hanna-Barbera Productions
  - Le avventure di Ruffy e Reddy - 1957
  - Braccobaldo Bau - 1958
  - Wacky Races
  - Orso Yoghi
  - Gli antenati - 1960
  - I pronipoti
  - La Pantera Rosa - 1964
  - Scooby-Doo - 1969 (La serie continua ancora oggi)
  - Napo orso Capo - 1972
  - I Puffi - 1981

### Doppiatore
- Sé stesso nel film d'animazione I Flintstones - Matrimonio a Bedrock del 1993.
- Padrone di Tom nel cortometraggio The Mansion Cat del 2001.

### Attore
Joseph Barbera insieme a William Hanna hanno avuto un piccolo ruolo come attori solo in due film:
- I Flintstones (The Flintstones), regia di Brian Levant (1994)
- I Flintstones in Viva Rock Vegas (The Flintstones in Viva Rock Vegas), regia di Peter Cattaneo (2000)